# The Colleen Bawn (film 1911 Olcott)
The Colleen Bawn è un cortometraggio muto del 1911 diretto da Sidney Olcott. Il film in tre rulli fu girato a Beaufort, nella contea di Kerry in Irlanda dove la casa di produzione decise di stabilire una sede estera fissa.
La protagonista era interpretata da Gene Gauntier, anche sceneggiatrice del film. L'attrice era conosciuta come la Kalem Girl.
Il soggetto era tratto dal lavoro teatrale di Dion Boucicault del 1860: l'autore irlandese nel suo dramma riprendeva la storia di un delitto che, nel 1819, aveva sconvolto l'Irlanda.
Prodotto dalla Kalem, il film venne distribuito il 16 ottobre 1911.
Il 25 settembre, in Australia, era uscito un film dallo stesso titolo, The Colleen Bawn tratto sempre da Boucicault e interpretato dall'attrice australiana Louise Carbasse che, in seguito, avrebbe lavorato anche negli Stati Uniti con il nome di Louise Lovely.

## Trama
La giovanissima Colleen viene uccisa dal marito perché la famiglia dell'uomo non accetta la ragazza.

## Produzione
Prodotto dalla Kalem, il film fu girato a Beaufort, nella contea di Kerry, nel periodo che va dal 10 giugno fino al 27 settembre 1911, durante il secondo viaggio in Irlanda di Sidney Olcott e della sua troupe.

## Distribuzione
Distribuito da The General Film Company Incorporated, il film uscì in sala il 16 settembre 1911.
Nel 1914, venne proposta una riedizione che però non riportava nei titoli né il nome di Gene Gauntier, né quello di Sidney Olcott dopo che i due avevano lasciato la Kalem.
Nel 2001, il film fu restaurato dal National Archives of Canada da una copia a 28 mm acquistata nel 1972 dalla Graphic Consultants, Limited a North Bay in Ontario.